# بوزمو
بووزمو هي قرية أمازيغية مغربية وجماعة قروية وقيادة وسط غربي [المغرب]. تنتمي بووزمو ل[إقليم ميدلت] بجهة [جهة درعة تافيلالت]. تضم هذه الجماعة القروية 8.903 نسمة (إحصاء 2004).
وتضم 14 دوارا وتقع في ملتقى الطريقين الريش وتنغير
وتعني بالأمازيغية المكان الذي ينبت فيه النبات المسمى "أزمو" وهي نبتة تشبه القصب غير أنها صغيرة وخضراء ولا تأكلها الماشية لصلابتها ويمكن لو تم استغلالها أن تصنع منها بعض الأدوات الفلاحية كالقفة والزنبيل والسلة وغيرها من ادوات تجميلية